# Gare de Bulle
 (septembre 2024).
La gare de Bulle est une gare ferroviaire situé sur le territoire de la commune suisse de Bulle, dans le canton de Fribourg.

## Situation ferroviaire
Établie à 771 mètres d'altitude, la gare de Bulle est située aux points kilométriques 0 de la ligne de Bulle à Romont et de l'ancienne ligne à écartement métrique de Bulle à Broc-Fabrique ainsi qu'au point kilométrique 19,46 de la ligne Palézieux-Bulle-Montbovon.
Outre un large faisceau de remisage, la gare est dotée de trois voies à écartement normal dont deux à quai ainsi que de quatre voies métriques dont trois à quai. Il y a donc trois quais, dont l'un est commun entre le réseau métrique et le réseau à voie normale.

## Histoire
La gare de Bulle a ouvert en 1868 avec l'ouverture de la ligne de Bulle à Romont. Elle a ensuite été adaptée pour l'ouverture en 1901 de la ligne Palézieux-Bulle-Montbovon puis en 1912 pour l'ouverture de la ligne de Bulle à Broc-Fabrique. La construction d'une ligne ferroviaire directe de Bulle à Fribourg a été imaginée en 1912 mais n'a finalement jamais été réalisée.
La gare ferroviaire n'a pas connu de modification majeure durant plusieurs décennies après depuis les travaux réalisés par les Transports publics fribourgeois entre 1987 et 1992 ayant notamment mené à la création de la gare routière.
Depuis février 2019, des travaux ont été engagés pour déplacer la gare de Bulle et transformer la ligne de Bulle à Broc-Fabrique en ligne à écartement normal afin d'y prolonger tous les trains en provenance de Fribourg et Berne. Ce projet s'est accompagné du doublement des voies entre la nouvelle gare de Bulle et le secteur de Planchy, débutés en janvier 2019 afin de créer une nouvelle zone de croisement dynamique des trains en sortie de Bulle en direction de Romont. Cette nouvelle voie a été mise en service en décembre 2020 et a permis de stabiliser de l'horaire cadencé de la ligne,.
Depuis le 5 avril 2021, à la suite du début des travaux de mise à l'écartement normal de la ligne de Bulle à Broc-Fabrique, la ligne S60 du RER Fribourg a été définitivement supprimée,.

## Service des voyageurs

### Accueil
Gare des TPF, elle accueille un guichet ouvert tous les jours de la semaine à l'intérieur de son bâtiment voyageurs. Elle est également dotée d'un parc relais à proximité de la gare routière.
La gare n'est pas entièrement accessible aux personnes à mobilité réduite mais celles-ci peuvent être accompagnées pour monter dans les trains.

### Desserte

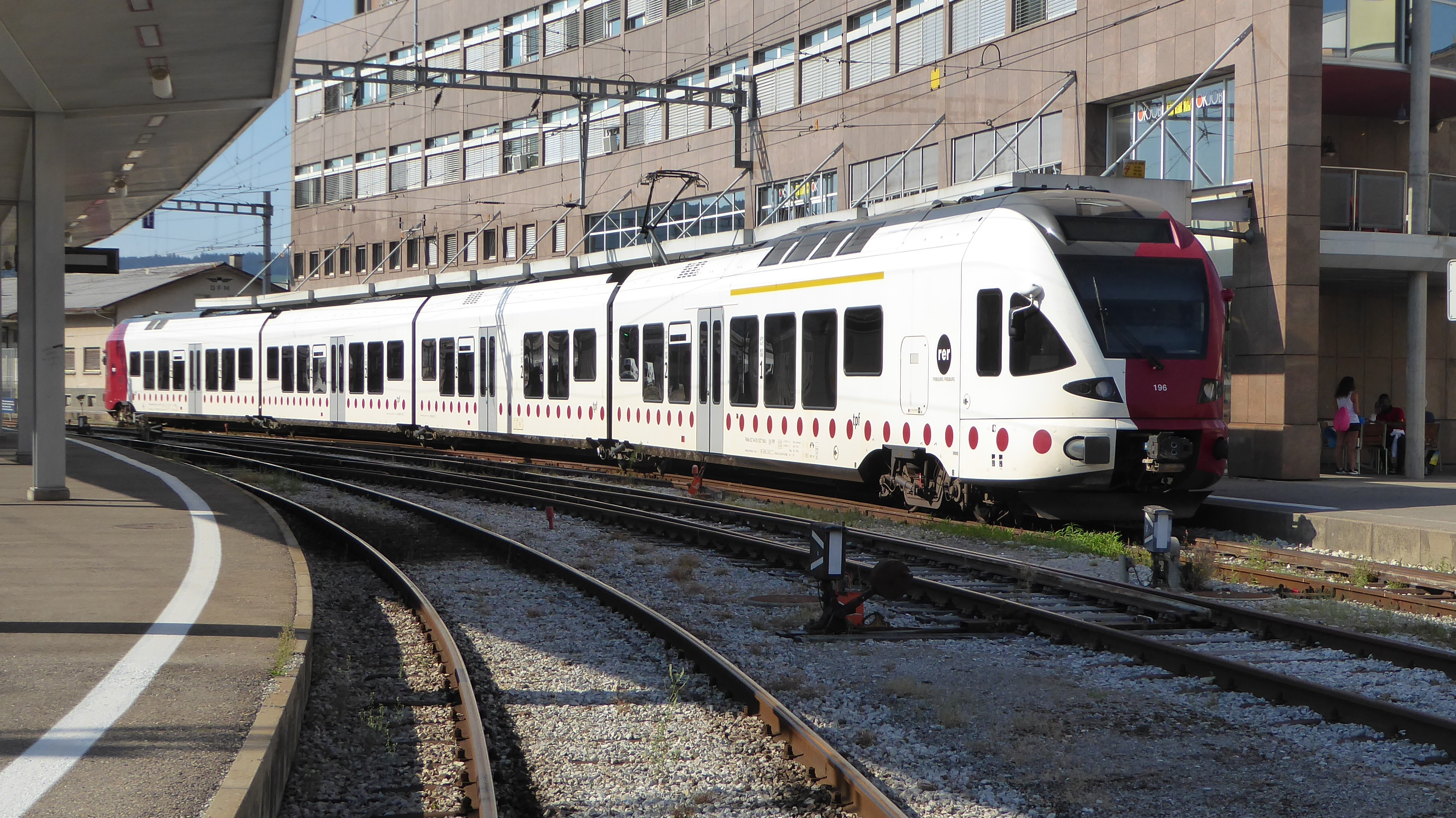
TPF RABe 527 à quai. Il assurera un RegioExpress en direction de Fribourg.

La gare fait partie du réseau express régional fribourgeois, assurant des liaisons rapides à fréquence élevée dans l'ensemble du canton de Fribourg, jusqu'aux cantons voisins.
Elle est desservie toutes les demi-heures par un train RegioExpress circulant jusqu'à Fribourg et prolongé une fois sur deux jusqu'à Berne.
Elle est également desservie par la ligne S50 reliant Palézieux à Montbovon toutes les heures. Une seconde liaison circulant toutes les heures, baptisée S51, relie du lundi au vendredi Palézieux à Gruyères et permet d'assurer une cadence semi-horaire avec la ligne S50 sur ce même tronçon.

### Intermodalité
La gare de Bulle est desservie par de nombreuses lignes de bus urbaines et interurbaines exploitées par les Transports publics fribourgeois dont les lignes 201, 202, 203, 234, 258, 260, 262, 264, 336, 454 et 471. Elle est également desservie par plusieurs lignes circulant la nuit, à savoir les lignes N21, N22, N23, N24, N25 et 266.

## Projets
Depuis octobre 2019, des travaux préparatoires ont été entamés dans le but de déplacer la gare de Bulle au niveau de la rue Rieter afin de créer un nouveau nœud de correspondance plus accessible entre les transports publics, en conformité avec la loi sur l'égalité pour les handicapés,. Cette nouvelle gare sera dotée de deux quais latéraux et trois quais centraux accompagnés de trois voies normales et quatre voies métriques. Le bâtiment devrait également accueillir des guichets physiques. Les travaux ferroviaires ont démarré en janvier 2020 pour une mise en service prévue en décembre 2022.
L'ensemble de la ligne de Bulle à Broc-Fabrique a vu sa voie métrique remplacée par une voie normale afin de permettre des relations directes de Berne jusqu'à la chocolaterie suisse de la maison Cailler à Broc. Les gares ont été également déplacées ou fusionnées et adaptées aux personnes à mobilité réduite,.